# Vành đai Sao Hải Vương

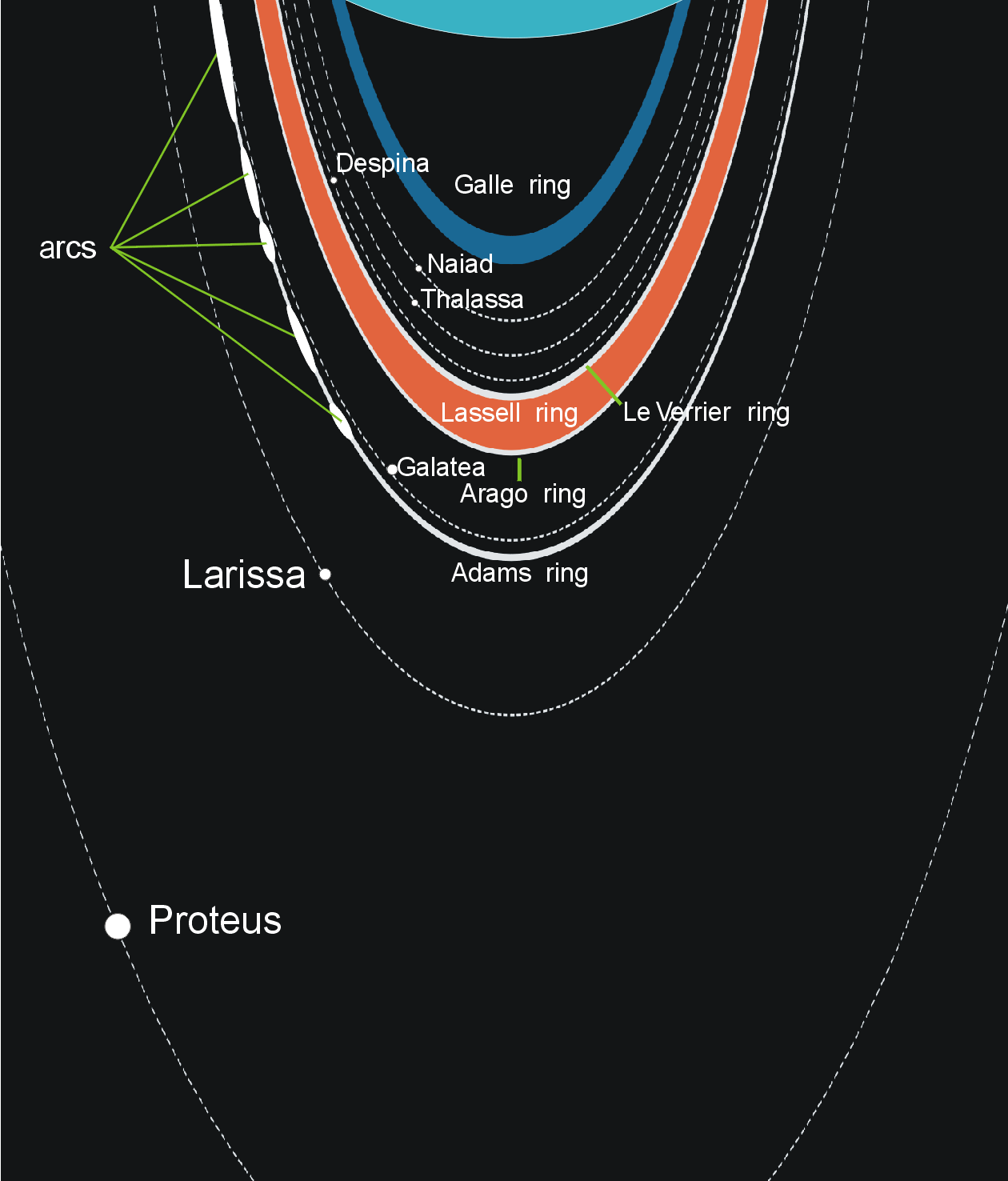

Hệ thống vành đai Sao Hải Vương gồm năm vành đai chính, được tàu không gian Voyager 2 khám phá vào năm 1989. Các vành đai được đặt theo tên của các nhà thiên văn đã có những đóng góp quan trọng cho công việc nghiên cứu hành tinh: Galle, Le Verrier, Lassell, Arago, và Adams.

## Chi tiết
| Tên                   | Khoảng cách từ tâm Sao Hải Vương (ngàn km) | Bề rộng (km) |
| Galle                 | 41,9                                       | 15           |
| Leverrier             | 53,2                                       | 15           |
| Lassell               | 55,4                                       | 6            |
| Arago                 | 57,6                                       | ?            |
| Adams                 | 62,93                                      | <50          |
| Nhánh cung Liberté    | 62,9                                       | ?            |
| Nhánh cung Égalité    | 62,9                                       | ?            |
| Nhánh cung Fraternité | 62,9                                       | ?            |
| Nhánh cung Courage    | 62,9                                       | ?            |